# Allstate Arena
Allstate Arena (oorspronkelijk van 1980 tot 1999: Rosemont Horizon) is een multifunctioneel stadion in Rosemont (Illinois). Het is de thuisbasis van meerdere sportteams, waaronder het American footballteam de Chicago Rush, het herenuniversiteitbasketbalteam de DePaul Blue Demons, het herenijshockeyteam de Chicago Wolves uit de American Hockey League (AHL) en het vrouwenbasketbalteam de Chicago Sky uit de WNBA.

## Geschiedenis
Het bestuur van Rosemont gaf obligaties met een totale waarde van 19 miljoen dollar uit om de kosten van de bouw van het stadion te kunnen financieren. Het stadion was in eerste instantie bedoeld om de thuisbasis te zijn van de Chicago Cougars in de World Hockey Association (WHA), maar dat team stopte in 1975.
- De Rosemont Horizon werd gebruikt in 1985 in de muziekvideo "Big City Nights" van de band de Scorpions.
- Verzekeringsmaatschappij Allstate tekende op 9 juni 1999 een tienjarig contract met een waarde van meer dan 10 miljoen dollar voor de naamrechten om daarmee ook het stadion te renoveren en de naam te wijzigen in Allstate Arena.[1]
- In 1991 opende de Wolff's Flea Market zijn buitenlocatie op de parkeerplaats van de Allstate Arena voor het houden van een rommelmarkt.
- Op 14 december 2003 werd de vloer van de Allstate Arena omgedoopt in "Ray and Marge Meyer Court", dit ter ere van de basketbal-Hall-of-Famer Ray Meyer en zijn echtgenote. Meyer coachte het DePaul Blue Demons-mannenteam 43 seizoenen.

## Sport en evenementen
Basketball
De Allstate Arena is vooral bekend doordat het de thuisbasis is van het herenuniversiteitbasketbalteam de DePaul Blue Demons sinds hun overwinning op het team de Gonzaga Bulldogs op 1 december 1980 met 74–56.
Arena Football
De Allstate Arena heeft ook een lange geschiedenis met de Arena Football League. In 1987, toen hij nog de Rosemont Horizon genoemd werd, hield men een proefwedstrijd voor de Chicago Bruisers. De Bruisers speelden in de Rosemont Horizon van 1987 tot 1989 en waren gastheer voor de ArenaBowl II, tot ze in 1989 met 24-13 verloren van Detroit Drive. In 2001 kwam het Arena Football weer terug met het team de Chicago Rush, waarbij de Chicago Rush tot 2008 ieder seizoen steeds weer de bezoekersaantallen verhoogde, met een gemiddelde van 14.000 tot 16.000 tussen 2004 en 2008 per wedstrijd. Het hoogste bezoekersaantal was op 23 juni 2007, met 16,391 tegen de Kansas City Brigade.
WWE
De Allstate Arena is ook de standaardlocatie wanneer de WWE Chicago bezoekt. Het is een van de twee locaties (de andere locatie is Madison Square Garden) waar men het evenement WrestleMania houdt. De gehouden evenementen van de WWF/WWE zijn:  
- 1985 - WWF The Wrestling Classic
- 1986 - WrestleMania 2
- 1989 - Survivor Series
- 1997 - WrestleMania 13
- 1998 - Judgment Day: In Your House
- 2001 - Backlash 2001
- 2006 - WrestleMania 22
- 2007 - No Mercy 2007
- 2009 - Judgment Day 2009
- 2010 - Night of Champions 2010
- 2011 - Money in the Bank 2011
- 2012 - Extreme Rules 2012

Toen hij nog de Rosemont Horizon genoemd werd, was de Allstate Arena ook gastheer voor de Spring Stampede 1994 gehouden door de WCW. Midden 1990 was het de standaardlocatie voor het World Championship Wrestling (WCW).